# La Mort propagande
 (mai 2025).
Motif : Faible notoriété dans l'ensemble de ce roman.
- Archive Wikiwix
- Bing
- Cairn
- DuckDuckGo
- E. Universalis
- Gallica
- Google
- G. Books
- G. News
- G. Scholar
- Persée
- Qwant
- (zh) Baidu
- (ru) Yandex
- (wd) trouver des œuvres sur Wikidata

| 1. | Préciser le motif de la pose du bandeau. | Précisez le motif de la pose du bandeau en utilisant la syntaxe suivante : {{admissibilité à vérifier\|date=mai 2025\|motif=remplacez ce texte par le motif}}                           |
| 2. | Informer les utilisateurs concernés.     | Pensez à avertir le créateur de l'article, par exemple, en insérant le code ci-dessous sur sa page de discussion : {{subst:avertissement admissibilité à vérifier\|La Mort propagande}} |

La Mort propagande est un roman autobiographique d’Hervé Guibert publié aux éditions Régine Deforges en 1977. L’auteur est alors âgé de 21 ans. L’ouvrage a été réédité et augmenté d’autres textes en 1991 chez le même éditeur et réédité en 2009 aux éditions Gallimard dans la collection l’Arbalète. L’ordre des différents chapitres qui le compose varie selon les éditions. L’auteur se livre à la description clinique de ses sensations les plus intimes et à l’autopsie rêvée de son propre corps.

## Commentaires
Le texte décrit des scènes pornographiques et scatologiques violentes se rapportant à l’enfance ou à l’homosexualité de l’auteur. L’originalité du roman réside en partie dans le décalage entre la dureté des scènes décrites et la beauté de l’écriture. Premier roman, prophétique, il ouvre une œuvre étonnante qui s’achèvera treize ans plus tard par un film, miroir de ce premier texte, La Pudeur ou l’Impudeur. Il est représentatif de la fusion complexe et étrange entre l’œuvre de l’auteur et son existence.

## Citations
- « Dans la nuit du 6 au 7 mars 19…, H.G. fut retrouvé mort, baignant dans son sang, au milieu de sa chambre en désordre. »
- « Refuser ces rêves lourds, surchargés, qui me font aller dans des lieux inventés, ces lieux à venir, ces lieux de crime que secrète mon désir… »
- « Nous nous branchions pôle par pôle, suçant nos bouts, bouches à bites, bouches à trous, deux jumeaux tête-bêche dans la gelée matrice. »

## Réédition
- La Mort propagande, et autres textes de jeunesse, R. Deforges, Paris, 1991, 338 p.  (ISBN 2-905538-72-4) : Réédition accompagnée de plusieurs textes de jeunesse, écrits entre 1971 et 1978.